# 낙타 대상

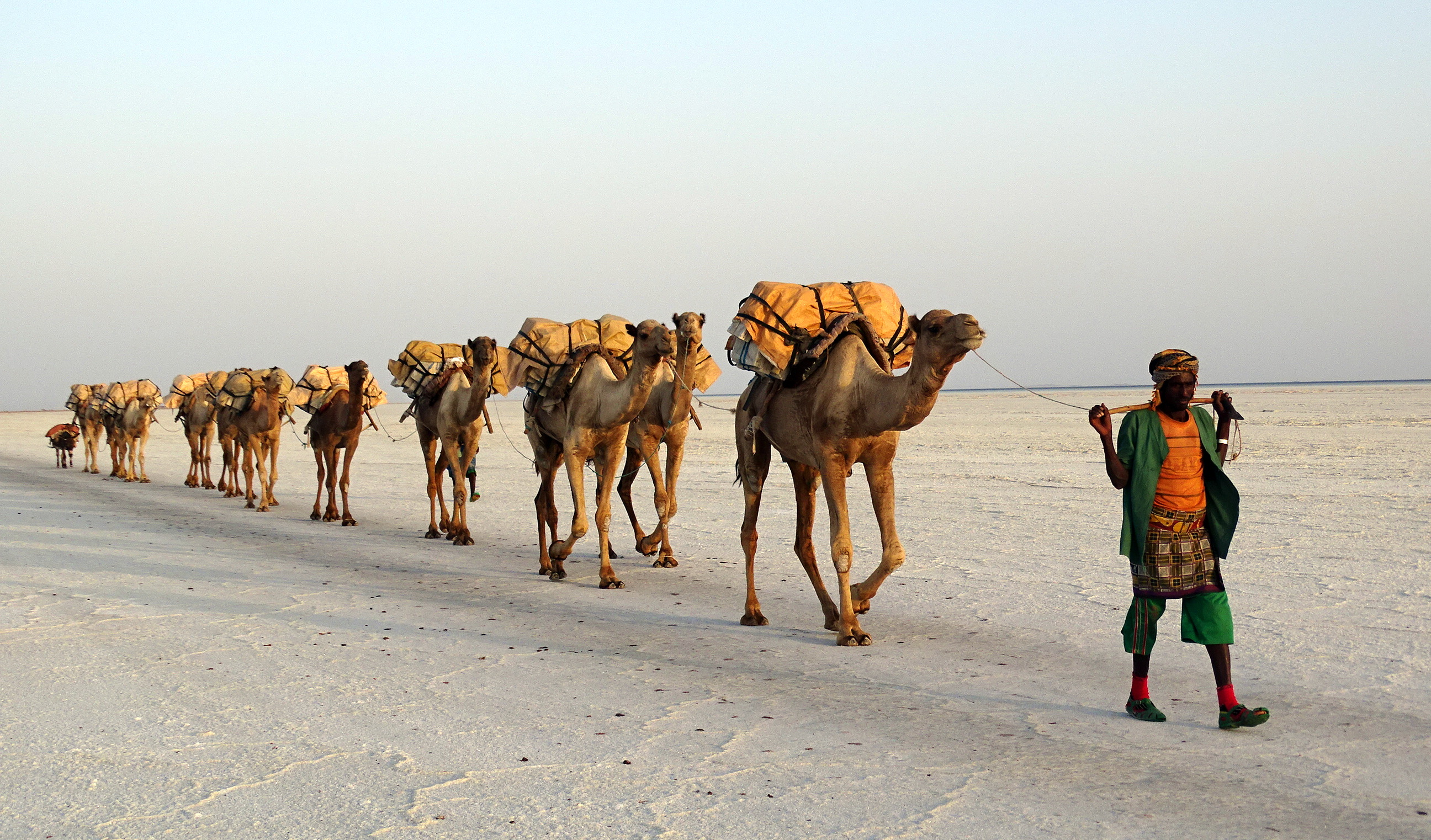
에티오피아의 아파르주에 있는 카룸호에서 소금을 운반하는 현대 낙타 대상

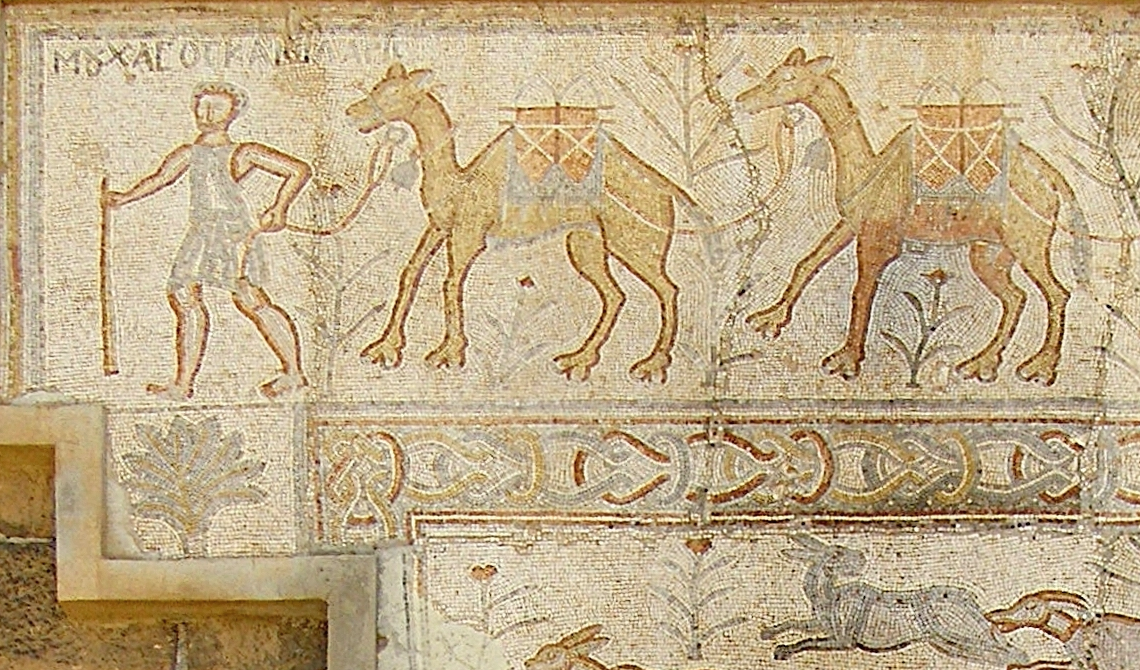
낙타 대상을 이끄는 상인을 묘사한 고대 로마의 모자이크. 시리아 부스라

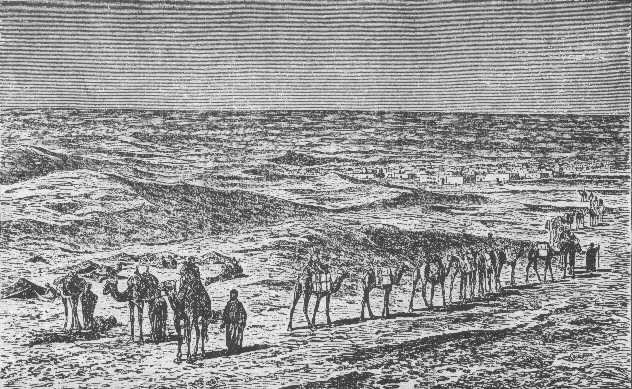
H. B. 스캐멜의 1890년 저서 '스탠리와 아프리카의 백인 영웅들'에 실린 "광대한 사하라 사막에서 도시에 접근하는 대상"

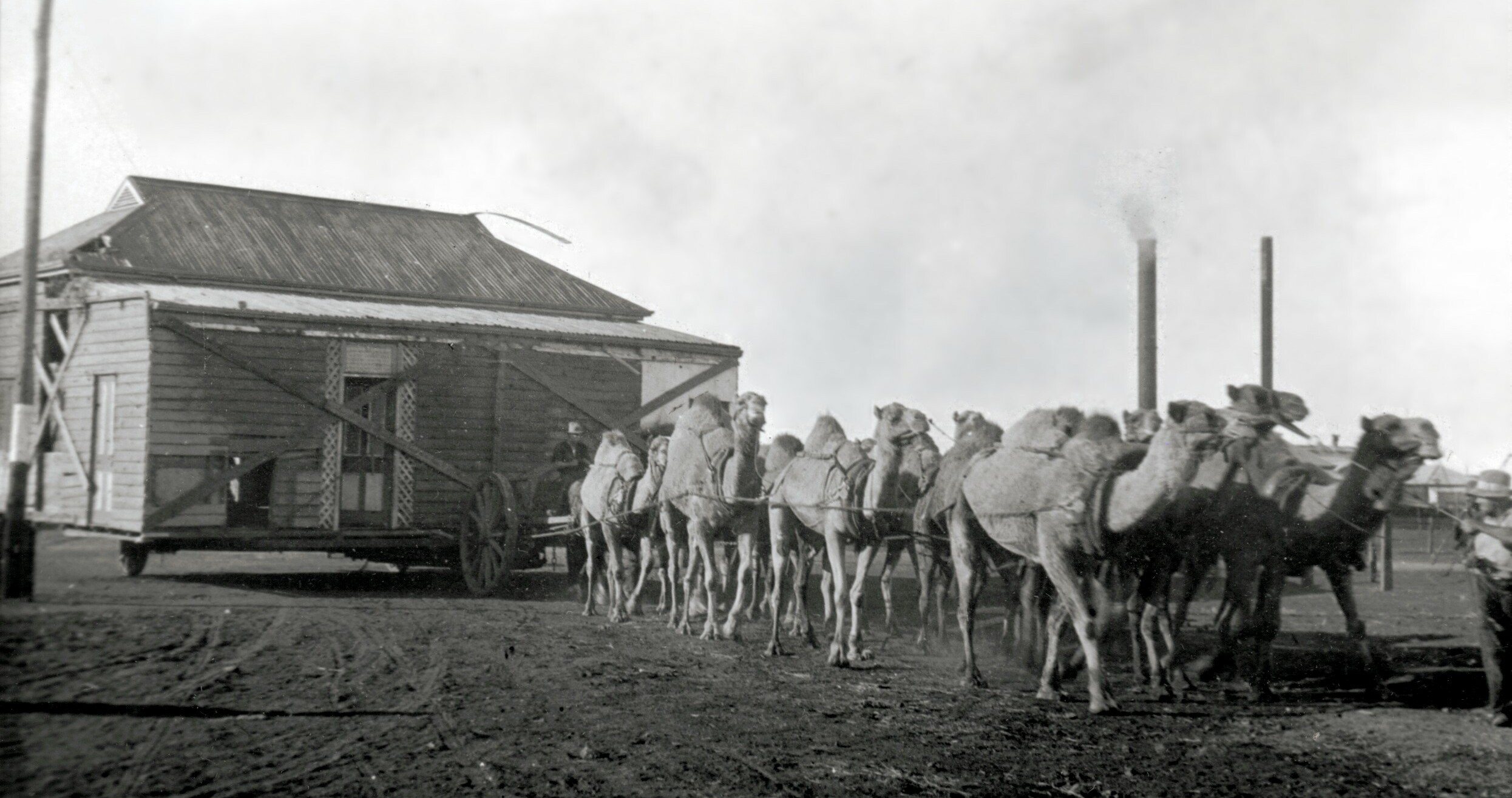
오스트레일리아 서부의 칼굴리에서 집을 운반하는 낙타 대상, 약 1928년

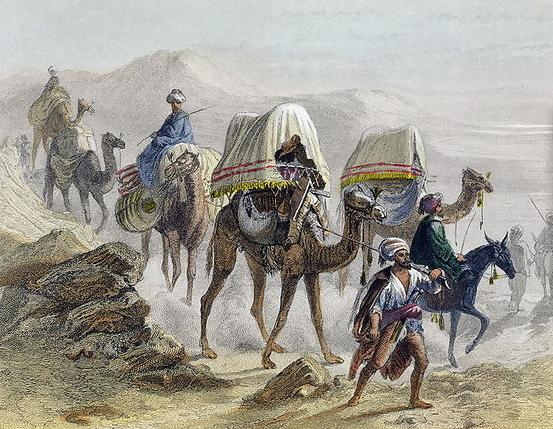
하우더를 얹은 낙타들, 에밀 & 아돌프 루아르그 작, 1855년

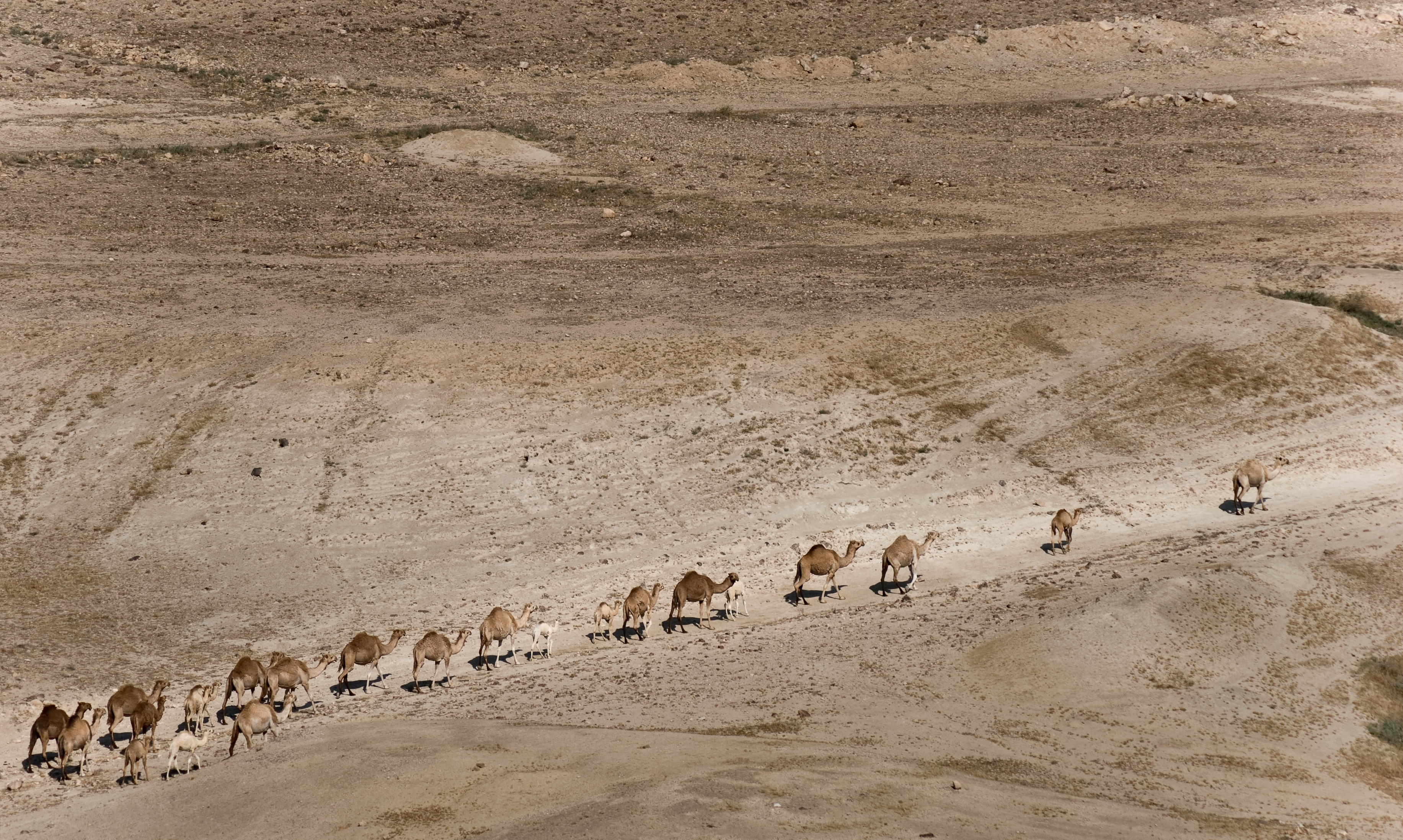
2010년 5월, 요르단열곡의 낙타 행렬

낙타 대상, 낙타 행렬, 캐멀 트레인(camel train) 또는 캐러밴(caravan)은 정기 또는 반정기적으로 지점 간을 이동하며 승객과 상품을 운반하는 일련의 낙타 무리이다. 인간의 걷는 속도보다 거의 빠르지 않음에도 불구하고, 수세기 동안 낙타는 혹독한 조건을 견딜 수 있는 능력 때문에 북아프리카와 아라비아반도의 사막 지역에서 통신과 무역에 이상적이었다. 낙타 대상은 전 세계적으로도 드물게 사용되었다. 20세기 초부터는 대부분 동력 차량이나 항공 교통으로 대체되었다.

## 아프리카, 아시아, 중동
낙타 대상을 가장 많이 활용한 곳은 북과 서아프리카 사이로 투아레그족, 슈와 아랍인, 하사니야, 그리고 투부족, 하우사인, 송가이족과 같이 문화적으로 관련된 집단들이 이용했다. 이 낙타 대상들은 사하라 사막과 사헬 지역 내외에서 무역을 했다. 대상은 서쪽으로는 나이지리아 중부와 카메룬 북부, 동쪽으로는 아프리카 대륙의 케냐 북부까지 멀리 이동했다. 고대에 아라비아반도는 인도와 아비시니아와의 무역에서 중요한 경로였다.
낙타 대상은 비단길을 포함한 아시아 횡단 무역에서도 오랫동안 사용되어왔다. 20세기 초까지도 낙타 대상은 중국 동부의 베이징시/산시성 (산서성) 지역과 몽골의 중심지(우르가, 올리아스타이, 코브도), 그리고 신장 위구르 자치구를 연결하는 데 중요한 역할을 했다. 이 경로는 내몽골과 외몽골을 가로질렀다. 1926년 내몽골을 거쳐 후허하오터시에서 구청까지 중국 북부 지역을 5개월 동안 낙타 대상과 함께 횡단했던 오언 래티모어에 따르면, 중국 항구에 외국의 증기선이 도착하고 중국 동부에 최초의 철도가 건설되면서 대상 무역에 대한 수요는 더욱 증가했으며, 이는 양털과 같은 서부 중국산 상품에 대한 세계 시장 접근성을 향상시켰다.

## 오스트레일리아
영미권에서는 "camel train"이라는 용어가 종종 오스트레일리아에 적용되는데, 특히 한때 사우스오스트레일리아주의 우드나닷타에 있는 철도역과 대륙 중앙의 앨리스스프링스를 연결했던 서비스에 해당한다. 이 서비스는 1929년 센트럴 오스트레일리아 철도 선이 앨리스스프링스까지 연장되면서 종료되었다. 이 열차는 "아프간 익스프레스"를 줄인 더 간이라고 불리며, 그 로고는 이 경로를 개척한 "아프간 낙타몰이꾼"들을 기리기 위해 낙타와 기수이다.

## 북아메리카
미국
미국의 낙타 대상 역사는 주로 미국 육군의 실험으로 구성된다. 1856년 4월 29일, 33마리의 낙타와 5명의 기사가 텍사스주 인디아놀라에 도착했다. 낙타는 미국 남서부 지역의 운송에 적합했지만, 이 실험은 실패했다. 낙타의 고집과 공격성은 군인들 사이에서 인기가 없게 만들었고, 말들을 겁주었다. 많은 낙타들은 개인 소유주에게 팔렸고, 다른 낙타들은 사막으로 도망쳤다. 이 야생 낙타들은 20세기 초까지 계속 목격되었으며, 마지막 목격은 1941년 텍사스주 더글러스 근처에서 보고되었다.
캐나다 브리티시컬럼비아주
낙타는 1862년부터 1863년까지 캐나다 브리티시컬럼비아주의 카리부 골드러시 기간 동안 사용되었다.

## 낙타 대상 조직
낙타 대상의 조직은 시간과 이동 지역에 따라 달랐지만, 1920년대 중국 북부의 대상 생활에 대한 오언 래티모어의 기록은 낙타 운송이 어떤 모습인지 잘 보여준다. 그의 저서 '투르키스탄으로 가는 사막길'에서 그는 주로 한족과 후이족이 운영하는 중국 동부(후허하오터시, 바오터우시) 또는 신장 위구르 자치구(구청, 바르콜)의 낙타 대상을 설명하는데, 이 대상들은 고비 사막을 거쳐 내몽골(또는 몽골 독립 전에는 외몽골)을 통과하는 두 지역을 연결하는 노선을 이용했다. 외몽골이 중국으로부터 사실상 독립하기 전(약 1920년)에는 같은 회사들이 우르가, 올리아스타이 등 외몽골의 다른 중심지, 그리고 캬흐타의 러시아 국경까지 대상을 운영했지만, 국제 국경이 생기면서 이러한 노선들은 쇠퇴하게 되었다. 덜 중요한 대상 노선들은 오늘날 간쑤성, 닝샤 후이족 자치구, 칭하이성 북부 지역의 다양한 중심지를 연결했다. 가장 오래된 후허하오터시 기반 대상 회사 중 일부는 청나라 초기부터 역사를 가지고 있었다.

### 낙타

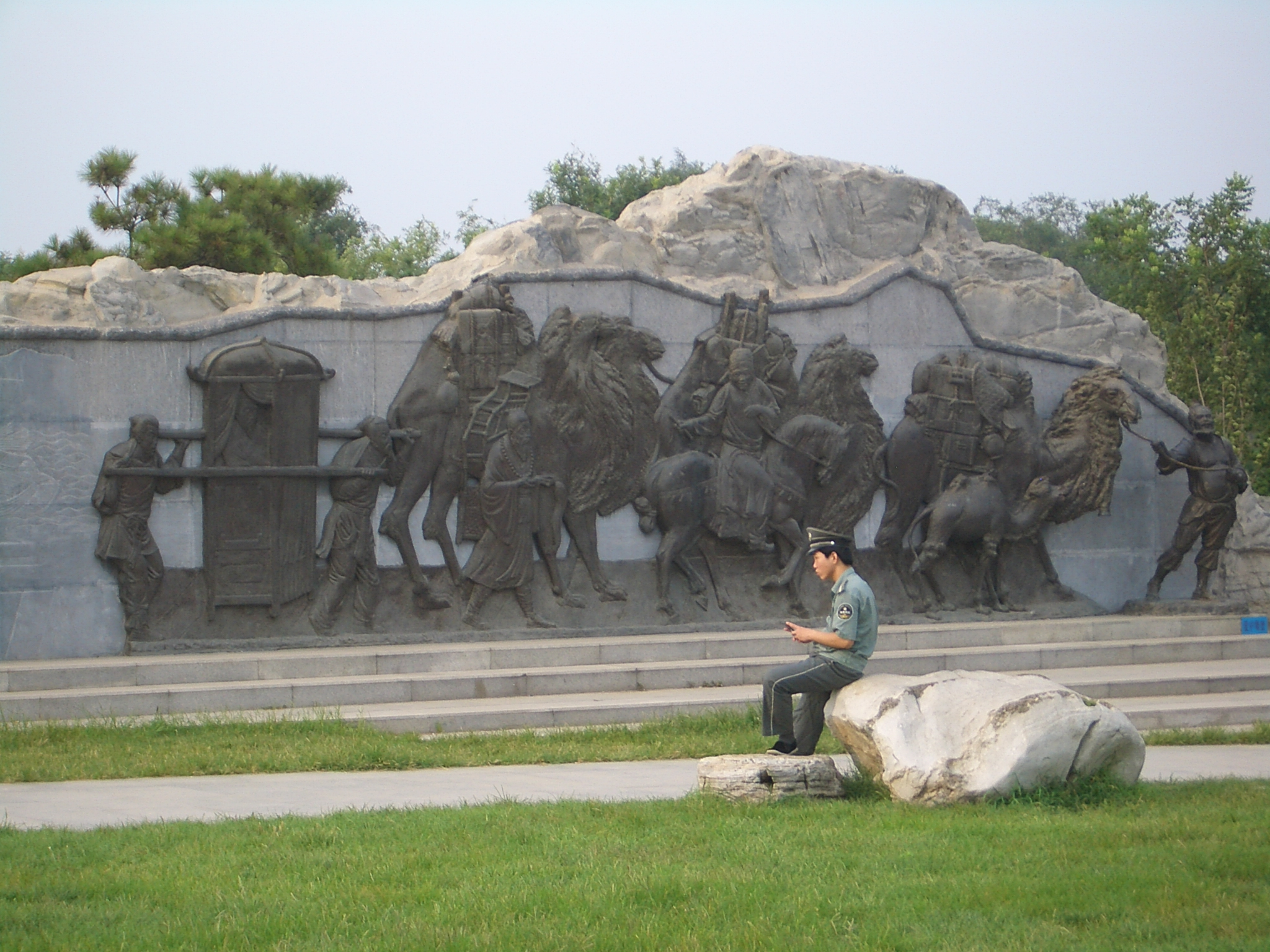
베이징에 접근하는 대상의 (머리)를 묘사한 현대 조각가의 작품. 낙타몰이꾼과 그 옆에 탄 대상 책임자, 수석 요리사. 몽골 사막에서는 가마에 탄 고위 인사가 따라가는 모습은 볼 수 없으며, 새끼 낙타가 어미와 동행하지도 않는다. 하지만 밀드레드 케이블과 프란체스카 프렌치는 그들의 책 고비 사막(1942)에서 어린 낙타가 어미의 등에 나무 요람에 실려 갈 수 있는 방법을 설명한다. 첫 주 이후에는 요람에서 휴식을 취하며 어미 옆을 걸을 수 있으며, 자라면서 대상에게 필요한 가벼운 물품을 운반할 수 있게 되지만 네 살이 되면 만재 상태로 운반할 수 있다.

후허하오터-구청 노선의 양 끝에서 출발하는 대상은 그 지역 기후에 적합한 쌍봉낙타인 쌍봉낙타로 구성되었지만, 간혹 하미에서 온 위구르인(래티모어의 용어로 "투르키") 대상 사람들에 의해 이 노선에 데려온 단봉낙타가 보였다. 대상은 일반적으로 각 련(连)이 최대 18마리의 낙타로 구성되었다. '낙타몰이꾼'(拉骆驼的)으로 알려진 보통 대상 구성원들은 이러한 련 하나를 책임졌다. 행군 중 낙타몰이꾼의 일은 코에 달린 못에 묶인 밧줄로 자신의 련에서 첫 낙타를 이끄는 것이었고, 련의 다른 낙타들은 앞 낙타에 의해 비슷한 밧줄로 이끌렸다. 두 련의 낙타몰이꾼들은 매일 아침 행군 시작 시 낙타에 짐을 싣거나 정지 시 짐을 내릴 때 서로 도왔다. 일을 제대로 하려면 낙타몰이꾼들은 낙타 전문가여야 했다. 래티모어는 이렇게 논평했다. "그 [낙타]가 아플 때 알려진 좋은 치료법이 없기 때문에 그들은 낙타를 건강하게 유지하는 방법을 배워야 한다." 낙타 건강 관리는 낙타에게 가장 좋은 방목지를 찾는 능력과 유독성 식물로부터 낙타를 멀리하는 것, 낙타가 너무 많은 물을 마시게 하면 안 되는 시기에 대한 지식, 겨울에 바람에 날리는 눈으로부터 최상의 피난처를 얻을 수 있도록 밤에 낙타를 주차하는 방법, 동물에게 상처를 입히지 않도록 짐을 올바르게 분배하는 방법, 그리고 물집이나 짐으로 인한 상처와 같은 낙타의 작은 부상을 치료하는 방법을 포함했다.
낙타에게 짐을 싣는 것은 밀드레드 케이블과 프란체스카 프렌치가 그들의 책 '비취문과 중앙아시아를 넘어'(1927)에서 묘사했다. «낙타에 짐을 싣는 동안 첫 꾸러미가 등에 놓이자 투덜거리기 시작하고, 그 힘에 맞는 짐이 실릴 때까지 계속해서 투덜거린다. 하지만 과도해지는 기미를 보이면 투덜거림이 갑자기 멈추고, 그러면 운전자는 "됐다! 이 짐승에게 더 이상 싣지 마!"라고 말한다.»

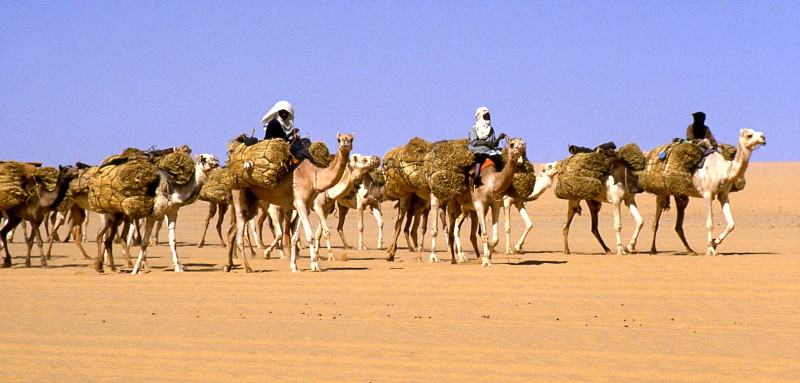
사하라 사막에서 투아레그족 상인들이 운영하는 아잘라이 소금 대상. 프랑스인들은 1906년 대상이 20,000마리의 낙타로 구성되었다고 보고했다.

### 대상 구성원
대상은 150마리 정도의 낙타(8개 이상의 파일)와 각 파일마다 낙타몰이꾼 한 명으로 구성될 수 있었다. 낙타몰이꾼 외에도 대상에는 '시안셩'(先生, 문자 그대로 "선생", "선생님")(보통 낙타몰이꾼으로 경험이 풍부한 나이든 남자, 현재 총괄 관리자 역할을 함), 요리사 한두 명, 그리고 대상의 사람들에 대한 권위가 선장의 그것만큼 절대적인 대상 책임자가 포함되었다. 대상 소유주가 직접 대상과 함께 여행하지 않는다면, 도착 후 화물 처리를 담당하지만 여행 중에는 권한이 없는 슈퍼카고를 함께 보냈다. 대상은 유료 승객도 여러 명 태울 수 있었는데, 이들은 낙타 짐 위에 타거나 걷거나를 번갈아 가며 이동했다.
낙타몰이꾼의 급여는 매우 낮았다(1926년에는 한 달에 은 2 냥 정도였는데, 낙타와 함께 걸으면서 닳아버린 신발과 옷값조차 감당하기 어려웠다). 하지만 대상 소유주가 식사와 텐트 공간을 제공했다. 그들은 임금보다는 대상 낙타에 자신의 짐 일부(낙타 짐의 절반 또는 전체)를 운반하는 이익을 위해 일했다. 목적지에서 성공적으로 팔리면 상당한 이익을 얻을 수 있었다. 더 중요하게는, 낙타몰이꾼이 자신의 낙타 한 마리나 몇 마리를 살 여유가 있다면, 그것들을 자신의 파일에 포함시키고, 대상 소유주가 할당한 화물에 대한 운송비를 받을 수 있었다. 낙타몰이꾼이 18마리의 낙타로 거의 전체 파일을 소유할 만큼 부자가 되면, 그는 직원으로서가 아니라 일종의 파트너로서 대상에 참여할 수 있었다. 이제 그는 임금을 받는 대신 대상에 참여하고, 식사를 공유하는 등의 혜택을 위해 대상(나머지) 소유주에게 돈(1926년 왕복당 약 20 냥)을 지불했다.

### 식단
대상 구성원들의 식사는 주로 귀리와 조 가루에 약간의 동물성 지방을 섞은 것이었다. 몽골인에게서 양을 사서 이따금 도살했으며, 차는 일반적인 일상 음료였다. 신선한 채소가 부족했기 때문에 괴혈병의 위험이 있었다. 유료 화물과 사람들의 식량 및 장비 외에도 낙타는 자신들을 위한 상당한 양의 먹이(일반적으로 서쪽으로 갈 때는 말린 완두, 동쪽으로 갈 때는 보리. 후허하오터와 구청에서 가장 저렴한 낙타 먹이 유형이었다.)를 운반했다. 출발 지점에서 나갈 때, 100개의 상품 짐에 대해 대상은 약 30개의 먹이 짐을 운반할 것으로 추정되었다. 그것만으로는 충분하지 않을 때(특히 겨울에), 남쪽의 간쑤성이나 닝샤성 인구 밀집 지역에서 대상 노선의 인기 있는 정거장으로 오는 상인들로부터 더 많은 먹이를 (매우 비싸게) 살 수 있었다.

### 화물
대상이 운반하는 일반적인 화물은 양털, 면직물, 차와 같은 상품뿐만 아니라 신장과 몽골에서 판매되는 다양한 제조품이었다. 아편도 운반되었는데, 일반적으로 소규모의 비밀스러운 대상에 의해 운반되었고, 보통 겨울에 (더운 날씨에는 아편 냄새로 너무 쉽게 감지될 수 있기 때문에) 운반되었다. 더 이국적인 화물로는 호탄의 비취, 중국 의학에서 귀하게 여기는 사슴 녹용, 심지어 신장에서 사망한 산시성 (산서성) 대상원과 상인들의 시신도 포함될 수 있었다. 후자의 경우, 시신은 처음에 구청에 가벼운 관에 "일시적으로" 매장되었고, 무덤에서 3년 정도 지나 살점이 대부분 "소멸"되었을 때, 상인 조합은 특별한 대상을 통해 시신을 동쪽으로 보냈다. 화물의 특수성으로 인해 이러한 "사망한 승객"에게는 더 높은 운송료가 부과되었다. 낙타는 역사적으로 합법적인 무역 상품들 사이에서 불법 약물을 밀수하는 데 사용되어왔다. 일부 지역에서는 낙타 고기가 불법이기 때문에 낙타 자체도 밀수된다. 인도에서는 의례적 희생과 일반적인 도살이 낙타 밀수를 부추겼다.

### 속도
래티모어의 일기에 따르면, 내몽골의 대상 여행은 항상 정해진 일정을 따르지는 않았다. 대상은 날씨, 현지 상황, 휴식 필요에 따라 낮이나 밤 언제든지 여행하거나 야영했다. 대상은 사람들의 걷는 속도로 이동했기 때문에 하루에 이동한 거리("단계")는 도로와 날씨 조건, 수원지 사이의 거리에 따라 보통 10 and 25 mi (16 and 40 km) 사이였다. 악천후로 인해 여러 날 동안 캠프에서 머물면서 앞으로 나아가지 못한 경우도 있었다. 후허하오터시에서 구청까지 편도 여행(래티모어의 계산으로 1,550 to 1,650 mi or 2,490 to 2,660 km)은 3개월에서 8개월까지 걸릴 수 있었다.
아라산맹(내몽골 서부)의 몽골인들이 소유하고 진판의 한족들이 운영하는 소규모 대상들은 일반적인 한족이나 후이족 대상보다 더 긴 행군(따라서 더 긴 거리를 더 빠르게)을 할 수 있었다. 몽골인들은 항상 "신선한" 낙타(단 한 번의 여행을 위해 대규모 무리에서 선택됨)를 사용할 수 있었고, 모든 사람이 탈 수 있는 낙타가 제공되었으며, 짐이 "표준" 대상보다 훨씬 가벼웠기 때문이다(270 파운드 (122.5 kg)을 거의 초과하지 않았다). 이러한 대상은 일반적으로 해 뜨는 시간부터 해 지는 시간까지 낮에 여행했다. 이러한 낙타 대상은 1930년대 중반 피터 플레밍과 엘라 마이얄이 고비 사막을 여행한 기록에 묘사되어 있다.

### 물류
캐러밴서라이라고 불리는 여관들이 긴 대상 여행 경로를 따라 흩어져 있었다. 이 길가의 여관들은 비단길과 페르시아 왕도와 같이 확립된 무역로를 따라 여행하는 상인들을 위해 특별히 마련되었다. 이러한 긴 무역로가 종종 사람이 살기 어려운 사막 지역을 통과했기 때문에, 캐러밴서라이가 상인과 여행자에게 필요한 물품과 지원을 제공하지 않았다면 여행을 성공적으로 완료하고 수익을 올리는 것은 불가능했을 것이다.
낙타가 긴 여행 사이에 회복하기 위해서는 최소 두 달이 필요했고, 회복하기 가장 좋은 시기는 낙타가 털갈이를 하고 방목이 가장 좋은 6월~7월이었다. 따라서 가장 좋은 방법은 방목 시즌이 끝난 직후인 8월에 후허하오터시를 출발하는 것이었다. 구청에 도착하면 약한 낙타들은 겨울에 이용할 수 있는 식물을 먹으며 다음 여름까지 그곳에 머물 수 있었고, 강한 낙타들은 신장 지역에서 더 저렴한 곡식 사료로 몇 주간 회복한 후 늦겨울/초봄에 동쪽 중국보다 곡식이 더 저렴한 신장 지역에서 많은 사료용 곡식을 가지고 돌아와 다음 방목 시즌 전에 후허하오터시로 돌아오는 것이었다. 반대로, 봄에 후허하오터시를 출발하여 신장에서 여름 방목 시즌을 보내고 같은 해 늦가을에 돌아올 수도 있었다. 어떤 방식이든 대상 구성원들과 최고의 낙타들은 1년 안에 왕복 여행을 완료할 수 있었다. 하지만 이러한 완벽한 일정 관리가 항상 가능했던 것은 아니었고, 8월에 후허하오터시에서 출발한 대상이 노선의 다른 끝에서 다음 방목 시즌까지 그리고 그 시즌 내내 머물다가 출발 후 약 1년 반 만에 후허하오터시로 돌아오는 경우가 흔했다.

### 낙타 손실; 낙타 털 무역
거의 모든 여행에서 각 대상의 낙타 중 상당수가 손실되었다. 특히 힘든 구간에서는 몇 주간 걸어 지치거나 우연히 유독성 식물을 먹어 중독된 동물이 무릎을 꿇고 더 이상 일어나지 않았다. 낙타를 죽이는 것은 대상 구성원들에게 나쁜 업으로 여겨졌기 때문에, 절망적인 동물(개인 낙타몰이꾼 소유라면 큰 물질적 손실이 될 수 있는 동물)은 단순히 죽도록 내버려졌고, 낙타몰이꾼들은 "고비에 버려졌다"고 말했다.
낙타는 여름에 털갈이를 하기 때문에 낙타 주인은 여름 방목(및 털갈이 시즌) 동안 동물이 떨어뜨린 몇 파운드의 털을 수집하여 추가 수입을 얻었다. 중국 북부에서는 1880년대부터 낙타 털 무역이 시작되었다. 나중에 대상원들은 러시아 내전 후 신장에 망명해 있던 패배한 백군에게서 뜨개질과 코바늘 뜨개질 기술을 배웠고, 그들이 만든 물건들은 낙타 대상으로 동부 중국으로 운반되었다. 낙타가 흘리거나 뽑은 털은 물론 낙타 주인의 소유로 간주되었지만, 대상원들은 자신들을 위해(주로 양말) 또는 판매를 위해 뜨개질 제품을 만드는 데 일부 털을 사용할 수 있었다. 오언 래티모어는 1926년에 낙타몰이꾼들이 "행군 중에 뜨개질을 하고 있었다. 실이 부족하면 그들이 이끌고 있는 파일 첫 번째 낙타에게 손을 뻗어 목에서 한 줌의 털을 뽑아 손바닥으로 돌돌 말아 실 한 가닥의 시작으로 만들었다. 무게추를 이것에 달아 실을 돌리기 시작했고, 그 남자는 충분한 실을 짤 때까지 계속해서 실에 양털을 먹여 뜨개질을 계속했다."고 관찰했다.

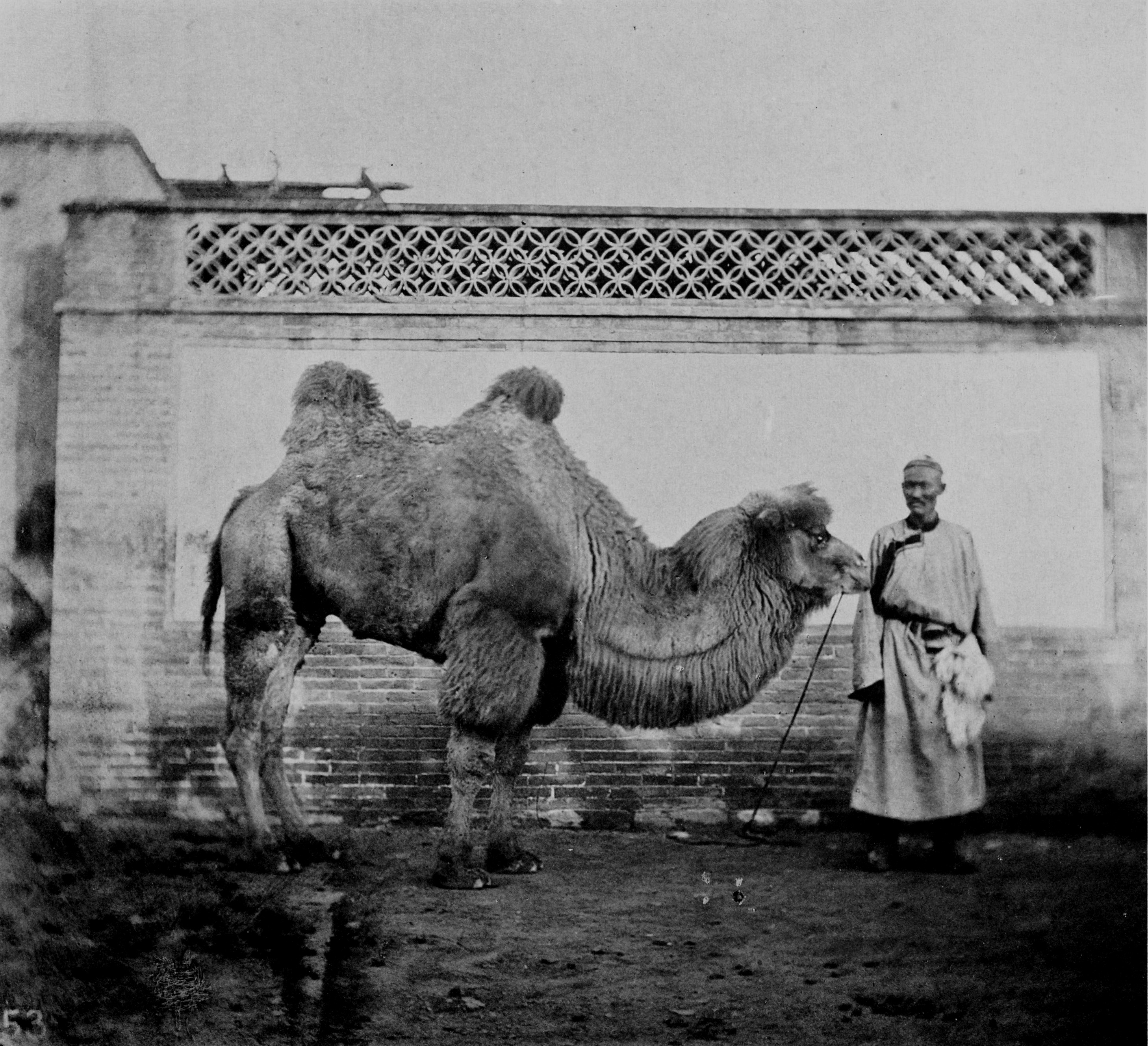
"베이징 낙타"; 존 톰슨 촬영

## 문화적 연관성
"사막에서"(Верблюды, 문자 그대로 '낙타들')는 도널드 스완이 부른 "전통 러시아" 노래이다. 그는 모든 가사 후에 영어 번역을 제공한다. 이 노래는 "또 다른 낙타가 다가온다"는 식으로 매우 반복적이어서 번역이 거의 불필요하다. "낙타 대상 전체가 다가온다."
프리츠 뮐렌베크는 1950년에 '고비 사막을 통한 비밀 임무'(영문판 1부 큰 호랑이와 나침반 산)라는 책을 썼다. 나중에 단축되어 '큰 호랑이와 크리스티안'이라는 제목으로 영어로 번역되었다. 이 책은 고비 사막을 횡단하는 두 소년의 모험에 관한 내용이다.

## 같이 보기
- 낙타 기병
- 대상 (상인)
- 캐러밴서라이
- 카리부 낙타
- 투애니 뮬 팀